# Dasychira kenricki
Dasychira kenricki är en fjärilsart som beskrevs av Swinhoe 1923. Dasychira kenricki ingår i släktet Dasychira och familjen tofsspinnare. Inga underarter finns listade i Catalogue of Life.